# Глива, Михал
Ми́хал Гли́ва (пол. Michał Gliwa; 8 апреля 1988, Жешув, Польша) — польский футболист, вратарь клуба «Сандецья». Выступал за молодёжную и национальную сборные Польши.

## Биография
Воспитанник ФК «Краковия». Выступал в его молодёжном составе до 2006 года, позднее перешёл в «Дискоболию», где также выступал в молодёжном составе. В 2008 году дебютировал в варшавской «Полонии». Провёл 15 игр по состоянию на 2 июня 2011.
С 2009 года играет в молодёжной сборной Польши. С учётом игр за «олимпийский состав», боровшийся за путёвку на ОИ-2012, провёл 4 игры.